# Armen-Brüder des hl. Franziskus

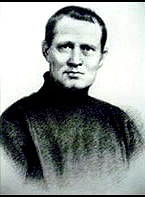
Johannes Höver, Ordensgründer

Die Armen-Brüder des hl. Franziskus (lat.: Congregatio Fratrum Pauperum Sancti Francisci, Ordenskürzel: CFP) sind eine 1857 durch den Lehrer Johannes Philipp Höver in Aachen gegründete Brüdergemeinschaft. Umgangssprachlich werden sie nach ihrem Gründer auch Höver-Brüder genannt. Sie sind nur noch vereinzelt in Deutschland sowie in den USA, in Brasilien und in den Niederlanden in den Bereichen Schule und Erziehung, Sozialarbeit, Altenpflege und Seelsorge vertreten.

## Geschichte
Die Gründung der Genossenschaft erfolgte Weihnachten 1857 durch vier Brüder des Dritten Ordens des hl. Franziskus. Dabei wurden sie maßgeblich von Franziska Schervier und ihrem im Jahr 1845 gegründeten Orden der Armen-Schwestern vom heiligen Franziskus (Schervier-Schwestern) sowie von dem Aachener Regierungspräsidenten Friedrich von Kühlwetter unterstützt. Die ersten Brüder widmeten sich zunächst der nächtlichen Krankenpflege bei armen Leuten, während sie am Tag für die Schervier-Schwestern in Aachen arbeiteten. Dafür stellten diese den Brüdern im Jahr 1858 einen Anbau neben der Klosterkirche ihres Mutterhauses an der Ecke Kleinmarschierstraße/Elisabethstraße als neue Heimstatt zur Verfügung und sorgten für deren Unterhalt.
Anfang 1860 war die Zahl der Brüder unter Höver auf 12 angewachsen und sie waren nun in der Lage, mittels Spenden ihr erstes eigenes Mutterhaus in der Alexanderstraße zu erwerben, in dem sie zusätzlich eine Wirtschaft und Bierbrauerei betrieben. Im April des gleichen Jahres nahm Johannes Höver seinen Lehrerberuf bei der Freischule von St. Peter wieder auf, deren Schülerzahl im August 1861 auf 140 angewachsen war. Fortan konnte sich die Brüdergemeinschaft ihrer zugedachten Hauptaufgabe, der Sorge um verwahrloste männliche Jugendliche sowie dem Dienst an gestrauchelten Menschen in Gefängnissen und Besserungsanstalten, zuwenden.

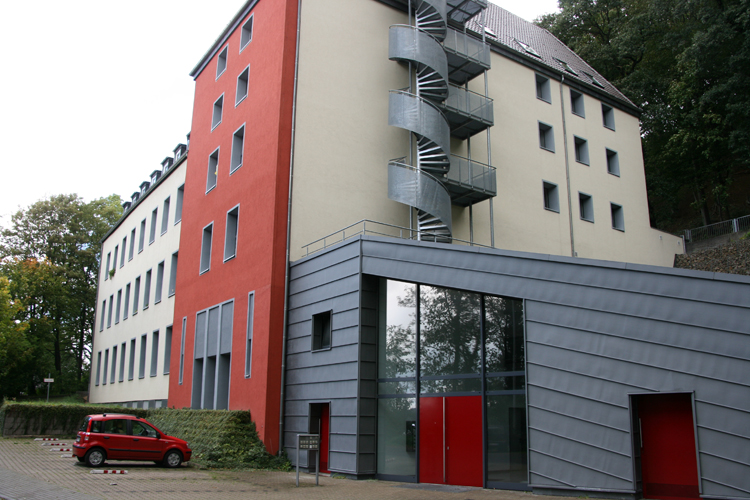
Höverhaus am Lousberg (2011)

Am 5. Januar 1861 erteilte der Kölner Erzbischof Kardinal Johannes von Geissel der Satzung der Genossenschaft seine Genehmigung für fünf Jahre. Somit war die Brüdergemeinschaft als „kirchliche Körperschaft“ mit dem Status einer Diözesankongregation anerkannt und richtete ihr erstes Mutterhaus in der Großkölnstraße ein. Die endgültige bischöfliche Anerkennung erfolgte erst am 1. Juli 1872. Am 8. Februar 1863 übernahmen die Armen-Brüder als Filiale eine Anstalt für arme und verlassene Knaben in Köln. Aufgrund eines schweren Kopfleidens übergab Johannes Höver im Jahr 1863 die Leitung der Kongregation und starb ein Jahr später am 13. Juli 1864. Wenige Monate später schenkte die Fabrikantenfamilie Leonard Monheim den Armen-Brüdern ein Grundstück am Fuße des Lousbergs in der Aachener Rütscher Straße. Auf diesem errichteten sie das nach dem Ordensgründer benannte Johannes-Höver-Haus Aachen, das in den folgenden 115 Jahren als Kloster mit angeschlossener Wohlfahrtsschule und Lehrlingsheim diente. Darüber hinaus übernahm der Orden in Aachen die Betreuung des Karl-Josef-Heims als Durchwander-, Fürsorge- und Obdachlosenanstalt in der Heinrichsallee und des St. Josef-Hauses für Schulkinder und Lehrlinge in der Richardstraße. In den folgenden Jahren breitete sich die Ordensgemeinschaft immer mehr aus und sie eröffneten 1866 ein Erziehungshaus in Materborn bei Kleve und übernahmen 1869 das katholische Waisenhaus in Berlin-Moabit sowie eine Erziehungsanstalt in Köln.

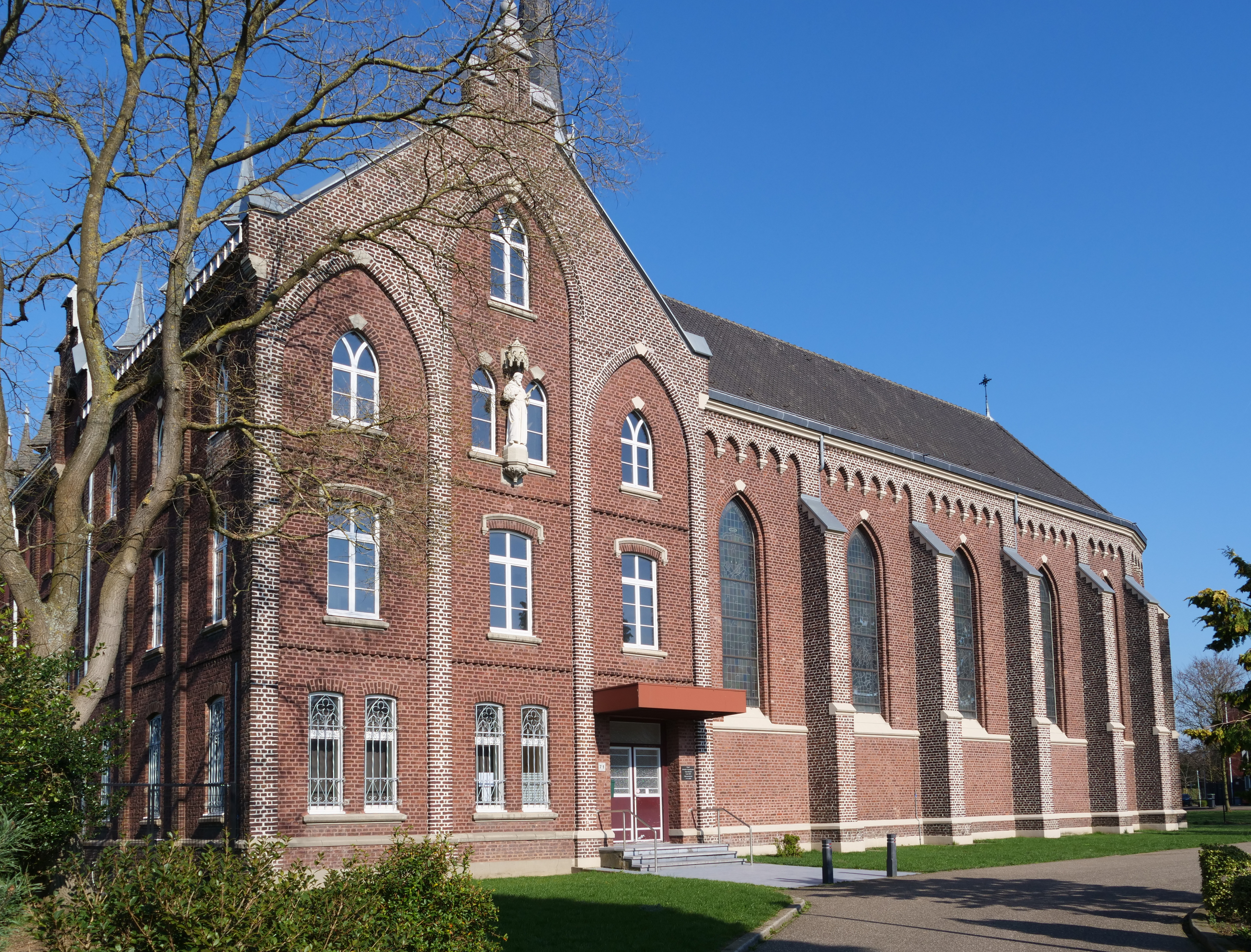
Kloster Maria von den Engeln

Im Verlauf des Kulturkampfes waren die Brüder 1877 aus dem damaligen Preußen ausgewiesen worden und übersiedelten daraufhin in den Kerkrader Ortsteil Bleyerheide/Niederlande, wo sie zunächst ein Fachwerkgebäude und 1891 das Kloster Maria von den Engeln errichten ließen, das die nächsten Jahrzehnte als ihr Generalat diente. Nach der Beilegung des Kulturkampfes konnten sie im Jahr 1888 nach Preußen zurückkehren und ihre Arbeit in Aachen wieder aufnehmen. Erneut versuchten sie sich auszubreiten und übernahmen 1891 die Betreuung einer Arbeiterkolonie bei Lamsdorf in Oberschlesien und 1902 das Raphaelhaus in Dormagen. Im belgischen Gemmenich eröffneten sie im Jahr 1990 das Pensionat für deutsche und französische Knaben und 1908 die Erziehungsanstalt mit Lehrlingshospiz St. Josephstift im niederländischen Roermond und waren seit 1905 mit einer Niederlassung in Cincinnati/Ohio vertreten. Zu diesem Zeitpunkt waren im Orden rund 280 Brüder tätig, davon etwa 50 in Amerika.
Schließlich erhielt am 19. Juli 1910 die Satzung der Brüdergemeinschaft durch Papst Pius X. ihre endgültige Bestätigung. Erst 1932 konnte das Generalat und das Provinzialat der deutschen Provinz wieder im Aachener Mutterhaus eingerichtet werden. Im Jahr 1938 wurde die Kongregation der Armen-Brüder des hl. Franziskus in eine deutsche, holländisch-belgische, nordamerikanische und brasilianische Provinz eingeteilt und das Kerkrader Klostergebäude wurde zum Provinzialhaus der niederländischen Provinz erhoben.
Im Verlauf des Zweiten Weltkrieges wurden 1944 bei alliierten Bombenangriffen der Südflügel und die Kapelle des Mutterhauses schwer getroffen und zerstört. Beim anschließenden Wiederaufbau erhielten die Armen-Brüder Hilfe aus der Bevölkerung. Schließlich musste der Orden im Jahr 1979 das Gebäude aus finanziellen Gründen verkaufen und er richtete sich in einer Villa im Aachener Süden ein neues Generalat ein. Dorthin wurden schließlich auch die Gebeine des Ordensgründer und ein lebensgroßes Kreuz, das sie von Franziska Schervier geschenkt bekommen hatten, überführt. Bereits 1958 war das Kerkrader Kloster von den Aufgaben des Provinzialats entbunden worden, da die stark verringerte Anzahl der Ordensmitglieder in der niederländischen Provinz dies nicht mehr rechtfertigte, und musste schließlich im Jahr 2008 an die Priesterbruderschaft St. Pius X. verkauft werden.

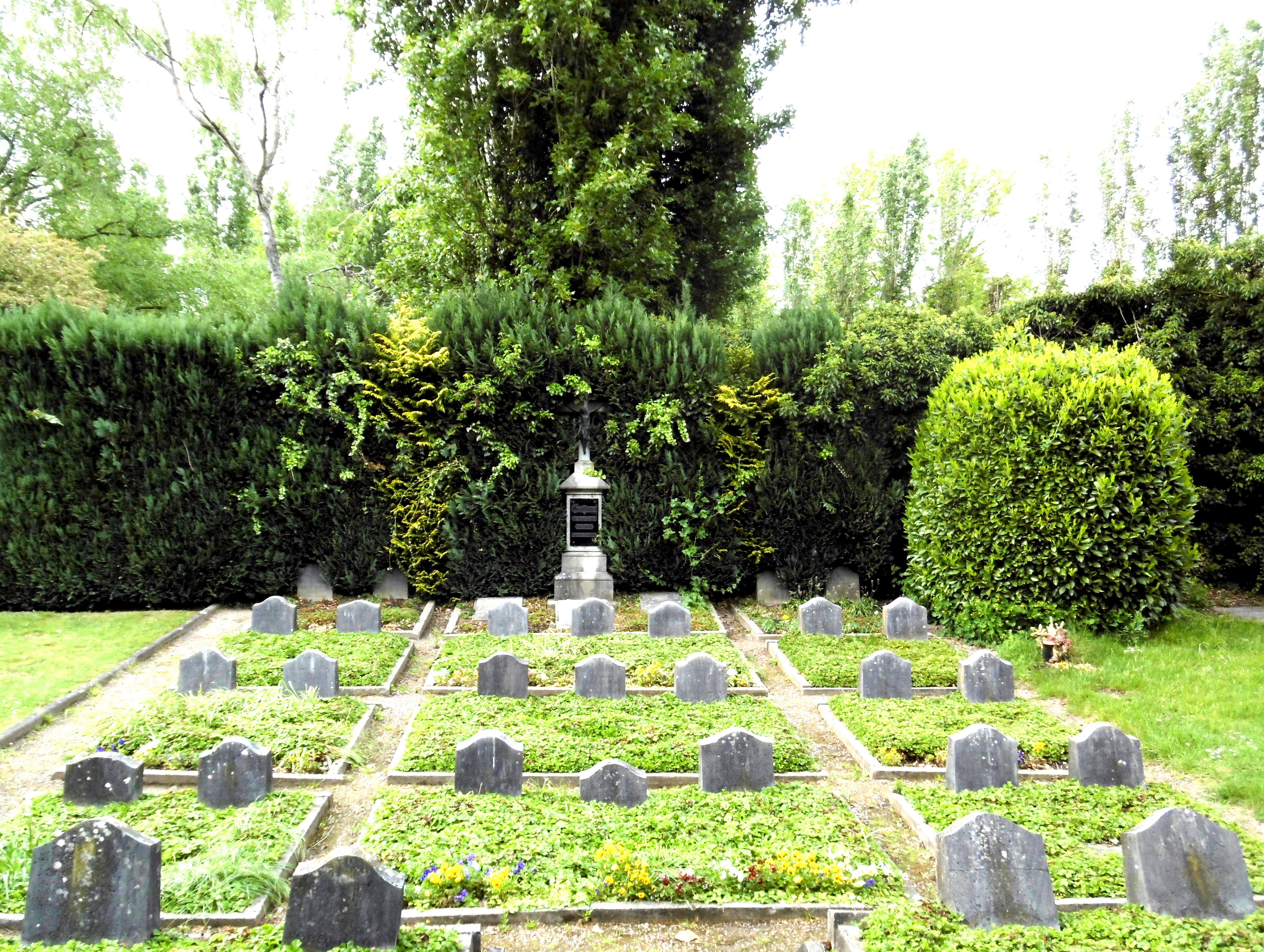
Grabstätte auf dem Ostfriedhof

Seit 1938 hatten die Armen-Brüder am Rather Broich in Düsseldorf das dortige Caritas-Heim betrieben und daraus einen Verbund aus ambulanten, stationären und teilstationären Hilfseinrichtungen entwickelt. Darüber hinaus waren sie dort an der Straßenzeitung fiftyfifty des gleichnamigen gemeinnützigen Projekts für Obdachlose beteiligt, wofür die Brüder Matthäus Werner und Hubert Ostendorf im Jahr 2007 den Düsseldorfer Friedenspreis erhielten. Im Jahr 2017 gaben die letzten beiden Ordensbrüder ihre Tätigkeit in Düsseldorf auf und kehrten in das Aachener Mutterhaus zurück. Seit ihrer Gründung und bis in die 1970er-Jahre fanden die Armenbrüder ihre letzte Ruhestätte in einem Gräberfeld auf dem Aachener Ostfriedhof.